# Irmão Lobo
Irmão Lobo é o primeiro livro da série "Crônicas das Trevas Antigas" escrito por Michelle Paver, lançado em 2004. O livro é publicado no Brasil  pela Editora Rocco.

## Referencias
1. ↑  «Livro: Irmão Lobo». www.rocco.com.br. Consultado em 15 de março de 2017